# Вожой
Вожо́й (рос. Вожой) — присілок (колишнє селище) в Зав'яловському районі Удмуртії, Росія.
Знаходиться на правому березі річки Позим, неподалік впадіння в неї правої притоки Вожойки.
Через присілок проходять залізниця Іжевськ-Воткінськ, а в самому селі знаходиться залізнична станція Вожой, та кільцева дорога навколо Іжевська.

## Населення
Населення — 129 осіб (2012; 129 в 2010).
Національний склад станом на 2002 рік:
- росіяни — 53 %
- удмурти — 34 %

## Урбаноніми[3]
- вулиці — Станційна, Хіміків